# COVID-19 у Запорізькій області
Коронаві́русна хворо́ба 2019 у Запорізькій о́бласті — розповсюдження пандемії коронавірусу територією Запорізької області.
Перший випадок появи коронавірусної хвороби було виявлено на території Запорізької області 24 березня 2020 року. Станом на 28 листопада 2021 року зафіксовано 170180 випадків інфікування, 4300 осіб померло (2,5 %).

## Хронологія

### 2020
Перша підозра на захворювання в області зафіксована 11 березня, натомість було виявлено ГРВІ, гострий фарингіт, пневмонію.
16 березня у Запоріжжі оголошено карантин, припинено роботу громадських об'єктів, окрім продуктових магазинів та аптек. Громадський транспорт продовжив діяти.
18 березня в області було 5 підозр на коронавірусну інфекцію, у двох з них діагноз був негативний (мешканка Токмака й жителя Кам'янсько-Дніпровського району).
19 березня виявили підозру у ще одного мешканця
Того ж дня в Запоріжжі створено офіційний Telegram-канал про поширення коронавірусу.
26 березня до Бердянська прибула партія експрес-тестів в 500 штук. Але для підтвердження треба ПЛР-аналіз в Запорізькій області. Влада обіцяє організувати ПЛР-тестування в Бердянську.
27 березня було повідомлено про перший випадок зараження в Бердянську.
30 березня 2020 року захворів голова Запорізької облради Григорій Самардак, всього в області 13 випадків. Один хворий одужав. Всього перевірили 54 підозрілих випадки.
1 квітня виявився зараженим головний лікар Мелітопольської лікарні Віталій Гадомський, він із родиною перебуває на самоізоляції. Також на самоізоляції його колеги, що контактували з ним. У нього симптоми коронавірусу проявилися як звичайна застуда.
5 квітня кількість інфікованих зросла до 40 осіб, з них у Запоріжжі — 9, у Бердянську — 1, у Мелітополі — 17, Мелітопольський район — 8, Запорізький район — 2. Більшість захворілих по області або нещодавно прибули із-за кордону — 12 осіб (Єгипет, Франція, Іспанія, Польща, Ізраїль), або контактували із хворим на коронавірус — 20 осіб. 16 осіб лікуються вдома, у них легкі форми захворювання, 6 осіб вилікувалися.
Станом на 8 квітня в області було зафіксовано 41 інфікованого, зокрема вірус виявлено у директора ринку, що працював під час карантину, цей випадок виявився летальним.
9 квітня виявлено 6 нових випадків, загалом 47 випадків. У Мелітополі було обмежено в'їзд до міста, на в'їздах встановлено блокпости.
На 25 квітня зафіксовано 163 інфікованих, 17 нових випадків за добу.
26 квітня в Запоріжжі почали тестувати жителів одного із гуртожитків. 15 жителів виявилися інфікованими коронавірусом.
1 вересня в Бердянську було посилено карантин, зокрема, заборонено роботу дискотек та нічних клубів. Дію карантину в місті продовжили до 31 жовтня.
29 жовтня запорізькі школи почали вихід із канікул, більшість класів почали навчання онлайн.

### 2021
7 квітня в Запоріжжі пройшли протести через карантин, протестувальники перекрили рух трамваїв.
6 травня в Запозькій області було оголошено про послаблення карантинних заходів
23 вересня Запорізьку область було визнано у жовтій зоні. Наступні дні кількість щоденних зафіксовних випадків інфіковань в області зросла перевищила 500.
7 жовтня Запорізьку область було визнано у "помаранчевій зоні". Щоденно виявляли понад 700 випадків інфікування.  
15 жовтня область було визнано у "червоній зоні", відповідні карантинні обмеження впроваджено з 18 жовтня. Напередодні кількість щоденних зафіксованих випадків інфікування в області сягала 785, що спонукало місцеві влади скасувати масові заходи на острові Хортиця до Дня захисника України.